# Röfingen
Röfingen er en kommune i Landkreis Günzburg i Regierungsbezirk Schwaben i den tyske delstat Bayern. Den er en del af Verwaltungsgemeinschaft Haldenwang.

## Geografi
Röfingen ligger i Region Donau-Iller.
Der er landsbyerne Roßhaupten og Röfingen i kommunen.

## Historie
Röfingen hørte fra middelalderen til det østrigske Markgrevskab Burgau. Efter fredsaftalerne i Brünn og Preßburg i 1805 kom byen under Bayern.